# Canadaphididae
Canadaphididae es una familia extinta de insectos de la superfamilia Aphidoidea del orden Hemiptera. Hay fósiles en ámbar del Cretácico de Canadá, Mongolia y Rusia.
Se conocen nueve fósiles de los géneros  Alloambria, Canadaphis, Nuuraphis y Pseudambria.